# Skład Kancelarii Prezesa Rady Ministrów Kazimierza Marcinkiewicza
 Skład Kancelarii Premiera podczas rządu Kazimierza Marcinkiewicza (od 31 października 2005 do 10 lipca 2006) 

## W dniu dymisji rządu

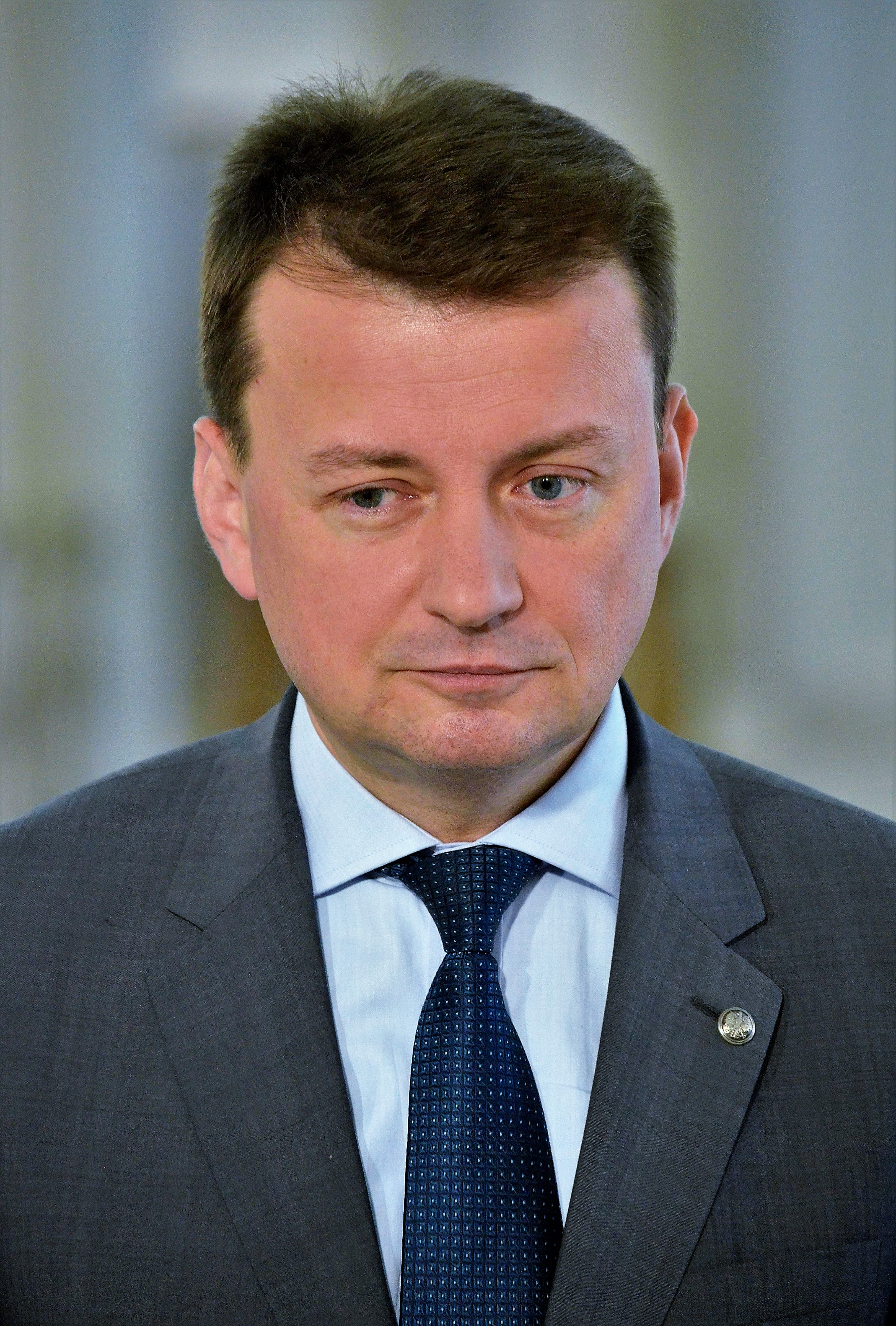
szef Kancelarii Premiera Mariusz Błaszczak (PiS)[a]
zastępca szefa Kancelarii Premiera Piotr Tutak (PiS)[b]
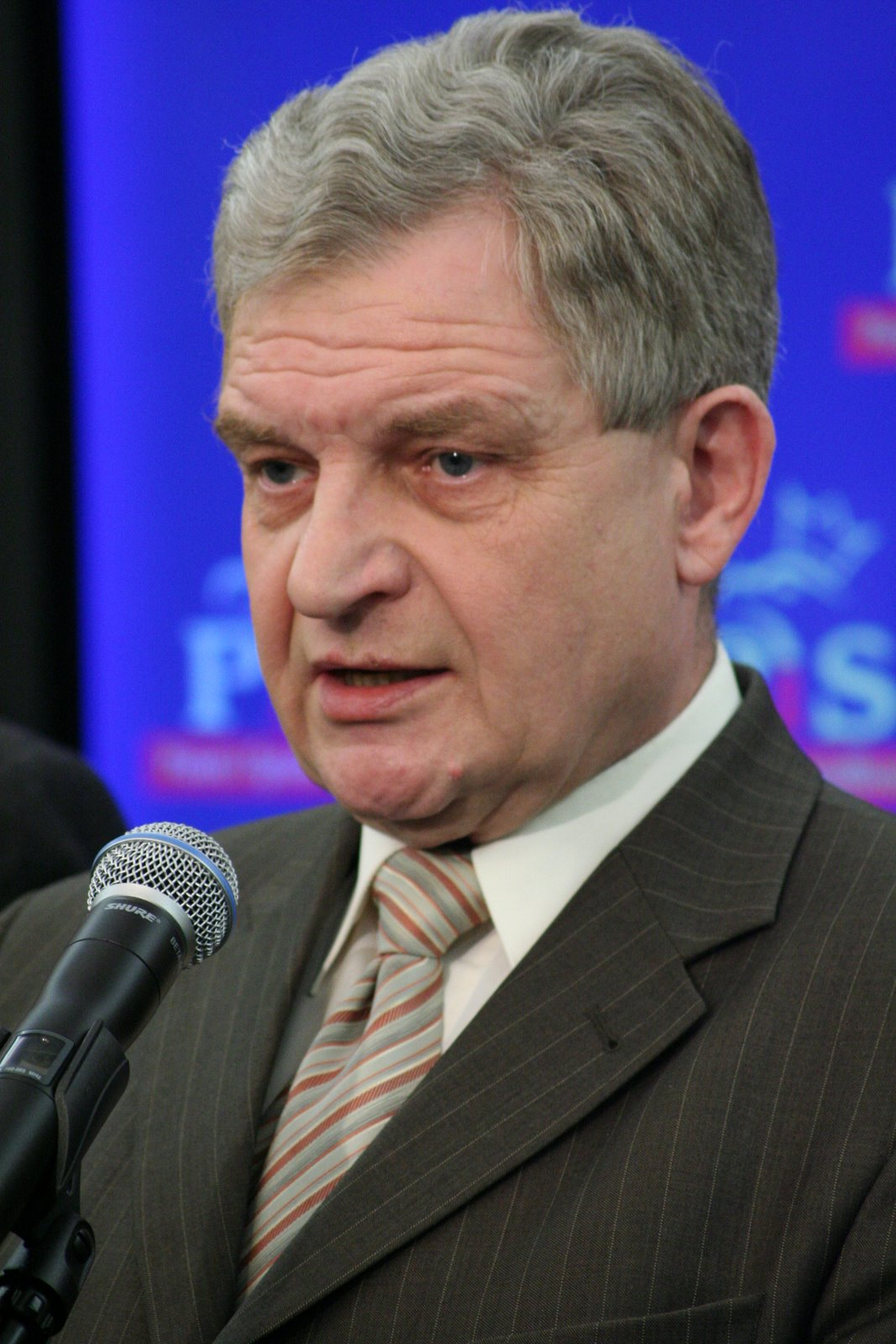
koordynator służb specjalnych Zbigniew Wassermann (PiS)[c]
zastępca koordynatora służb specjalnych Marek Pasionek[d]
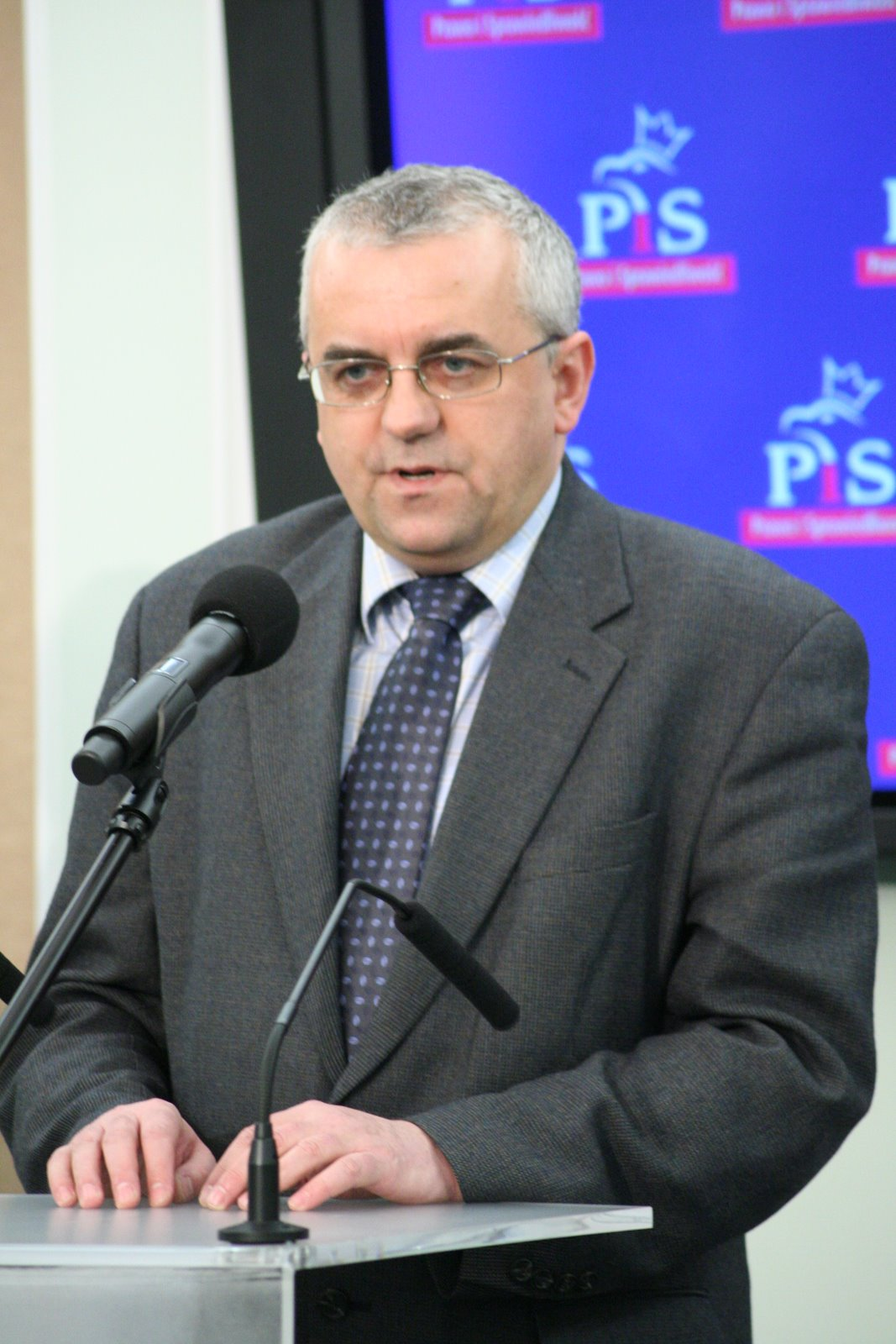
sekretarz stanu ds. kontaktów z parlamentem Adam Lipiński (PiS)[e]
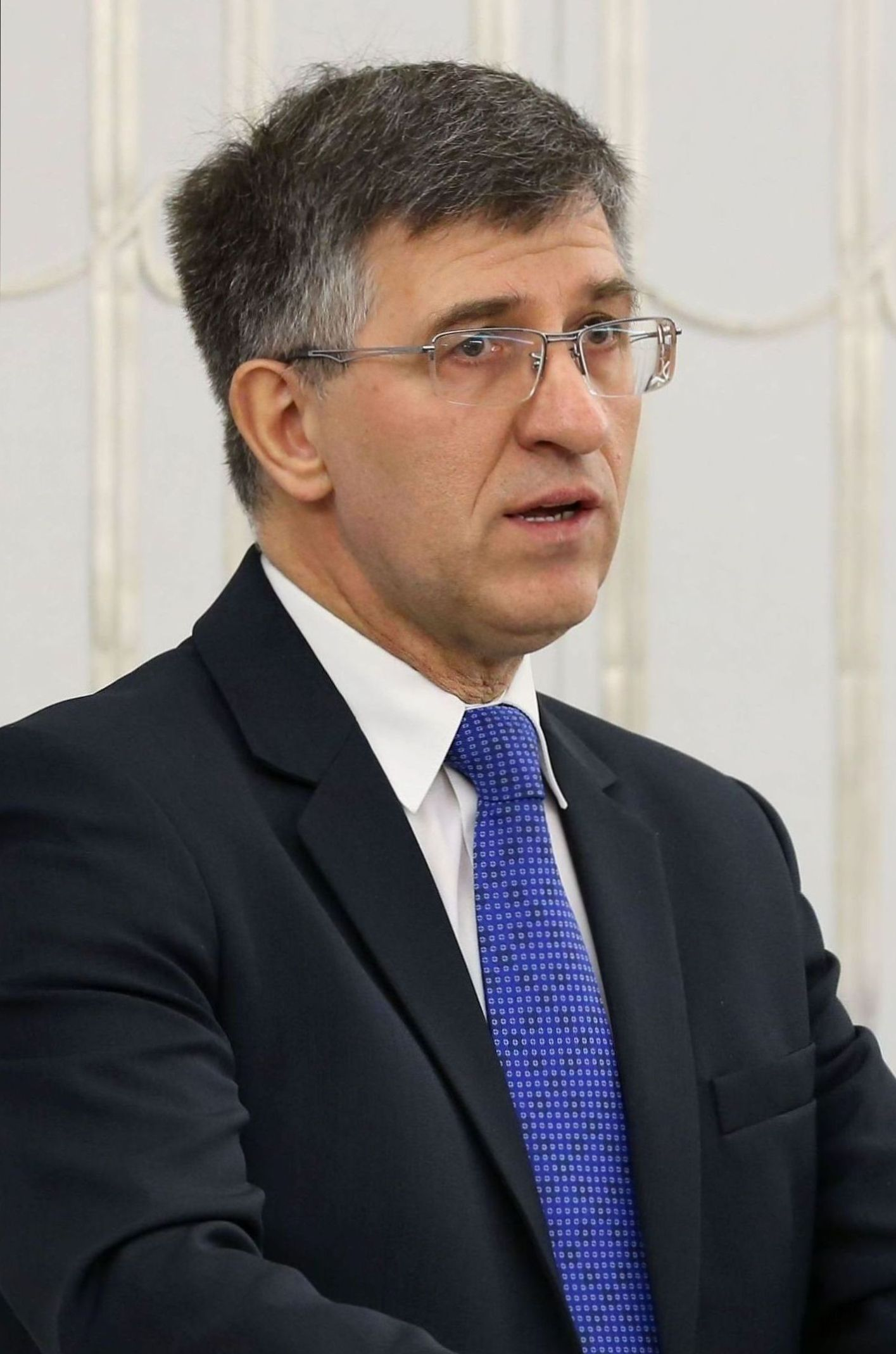
przewodniczący Komitetu Stałego Rady Ministrów Zbigniew Derdziuk[f]
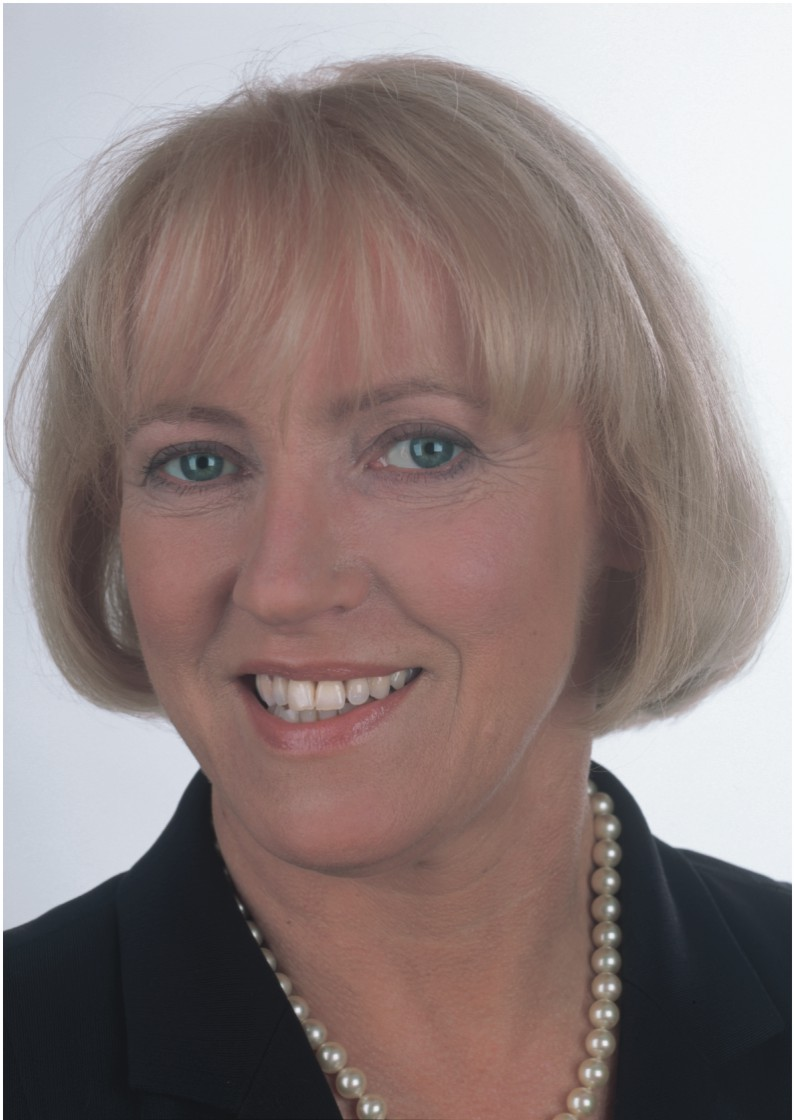
sekretarz stanu ds. nowej struktury tworzenia budżetu Teresa Lubińska[g]
sekretarz stanu ds. zagranicznych Leszek Jesień[h]
rzecznik prasowy rządu Konrad Ciesiołkiewicz[i]
sekretarz Rady Ministrów Jolanta Rusiniak[j]
dyrektor generalny Kancelarii Premiera Jakub Skiba[k]

## Wcześniejsi członkowie
- Ryszard Schnepf – sekretarz stanu ds. zagranicznych od 31 października 2005 do 1 czerwca 2006
- Mariusz Kamiński (PiS) – sekretarz stanu od 31 października 2005 do 6 lipca 2006